# I. e. 392
Évszázadok: i. e. 5. század – i. e. 4. század – i. e. 3. század
Évtizedek: i. e. 440-es évek – i. e. 430-as évek – i. e. 420-as évek – i. e. 410-es évek – i. e. 400-as évek – i. e. 390-es évek – i. e. 380-as évek – i. e. 370-es évek – i. e. 360-as évek – i. e. 350-es évek – i. e. 340-es évek
Évek: i. e. 397 – i. e. 396 – i. e. 395 – i. e. 394 –  i. e. 393 – i. e. 392 – i. e. 391 – i. e. 390 – i. e. 389 – i. e. 388 – i. e. 387

## Események

### Görögország
- A korinthoszi háborúban az Athén ellen harcoló spártaiak Antalkidaszt küldik követségbe a kis-ázsiai perzsa szatrapához, Tiribazoszhoz, hogy elárulja neki: szövetségese az athéni Konon a rá bízott perzsa hajóhadat használja Athén befolyási zónájának kiterjesztéséhez. Ezt megtudva az athéniak is követséget küldenek a perzsákhoz Konon vezetésével, akit azonban Tiribazosz letartóztat és titokban pénzzel támogatja a spártaiakat egy flotta felszerelésében. Konon hamarosan megszökik, de röviddel később Cipruson meghal. II. Artaxerxész király tudomást szerezve Tiribazosz akciójáról leváltja őt, helyébe a spártaellenes politikát folytató Sztruthasz kerül.
- Spártában a görög városállamok békekonferenciát tartanak. Az athéni küldöttséget Andokidész vezeti, akit hazatérte után bíróság elé állítanak illegális tevékenységéért, száműzik; a békefeltételeket pedig elutasítják.

### Itália
- A karthágóiak Mago vezetésével egy második hadsereget küldenek Szicíliára, Szürakuszai ellen. Dionüsziosz, a város türannosza a sziget őslakóival, a szikulokkal szövetkezve visszaveri a pun támadást.
- Római consulok: Lucius Valerius Potitus Poplicola és Marcus Manlius Capitolinus.

## Kultúra
- Iszokratész retorikai iskolát alapít Khioszon.
- Küniszka spártai hercegnő négyesfogatával másodszor is győzelmet arat az olimpiai játékokon.

## Halálozások
- Konon, athéni hadvezér (hozzávetőleges időpont)

## Fordítás
- Ez a szócikk részben vagy egészben  a(z)   392 BC című angol Wikipédia-szócikk ezen változatának fordításán alapul.  Az eredeti cikk szerkesztőit annak laptörténete sorolja fel. Ez a jelzés csupán a megfogalmazás eredetét és a szerzői jogokat jelzi, nem szolgál a cikkben szereplő információk forrásmegjelöléseként.